# First Division 1911/1912
Dvacátý čtvrtý ročník First Division (1. anglické fotbalové ligy) se konal od 2. září 1911 do 29. dubna 1912.
Sezonu vyhrál poprvé ve své klubové historii Blackburn Rovers. Nejlepším střelcem byli tři hráči: Harry Hampton (Aston Villa), George Holley (Sunderland) a David McLean (Sheffield Wednesday) kteří vstřelili 25 branek.